# Hauran

Mappa dell'Hauran

L'Hauran (in arabo حوران‎?, Ḥawrān) è una regione storica e geografica della Siria meridionale, compresa nei governatorati di Quneitra, di al-Suwayda e di Dar'a.

## Etimologia
Il suo nome moderno deriva dal nome antico, Auranitide (in latino Auranitis, che proveniva dalla città di Auran) e che significa letteralmente "regione cavernosa". Già ricordata dalla Bibbia (Ezechiele 47:16-18), era parte del Bašan.

## Storia
Essa svolgeva nell'antichità un ruolo di frontiera tradizionale della Siria romana.

## Geografia
È confinante col monte Hermon (si veda anche la voce Golan) a nord e con la Giordania a sud.
Altopiano basaltico d'origine vulcanica, è una delle regioni più fertili della Siria, particolarmente rinomata per i suoi vigneti. A differenza di altre fertili regioni siriane, come le vallate dell'Oronte (intorno a Hama) o dell'Eufrate, il Hawran non ospita alcun corso d'acqua e la sua configurazione idrologica deriva dalle precipitazioni naturali e dalle sorgenti.

## Società

### Composizione etnoreligiosa
La regione è sede fin dai tempi antichi di popoli di etnia araba, tra i quali gli iturei e i ghassanidi. Nei periodi più antichi la variante dell'arabo parlata nella regione era quella safaita. Oggi la popolazione è di etnia araba ed è variegata dal punto di vista religioso: il Hauran occidentale è a maggioranza sunnita, mentre i drusi sono concentrati a est, nel Gebel Druso; quest'ultima comunità è giunta nella regione a partire dal XVII secolo dal monte Libano e dal monte Hermon. Vi è poi un'ampia minoranza di arabi cristiani, perlopiù greco-ortodossi e melchiti.